# Lijst van rivieren in Tanzania

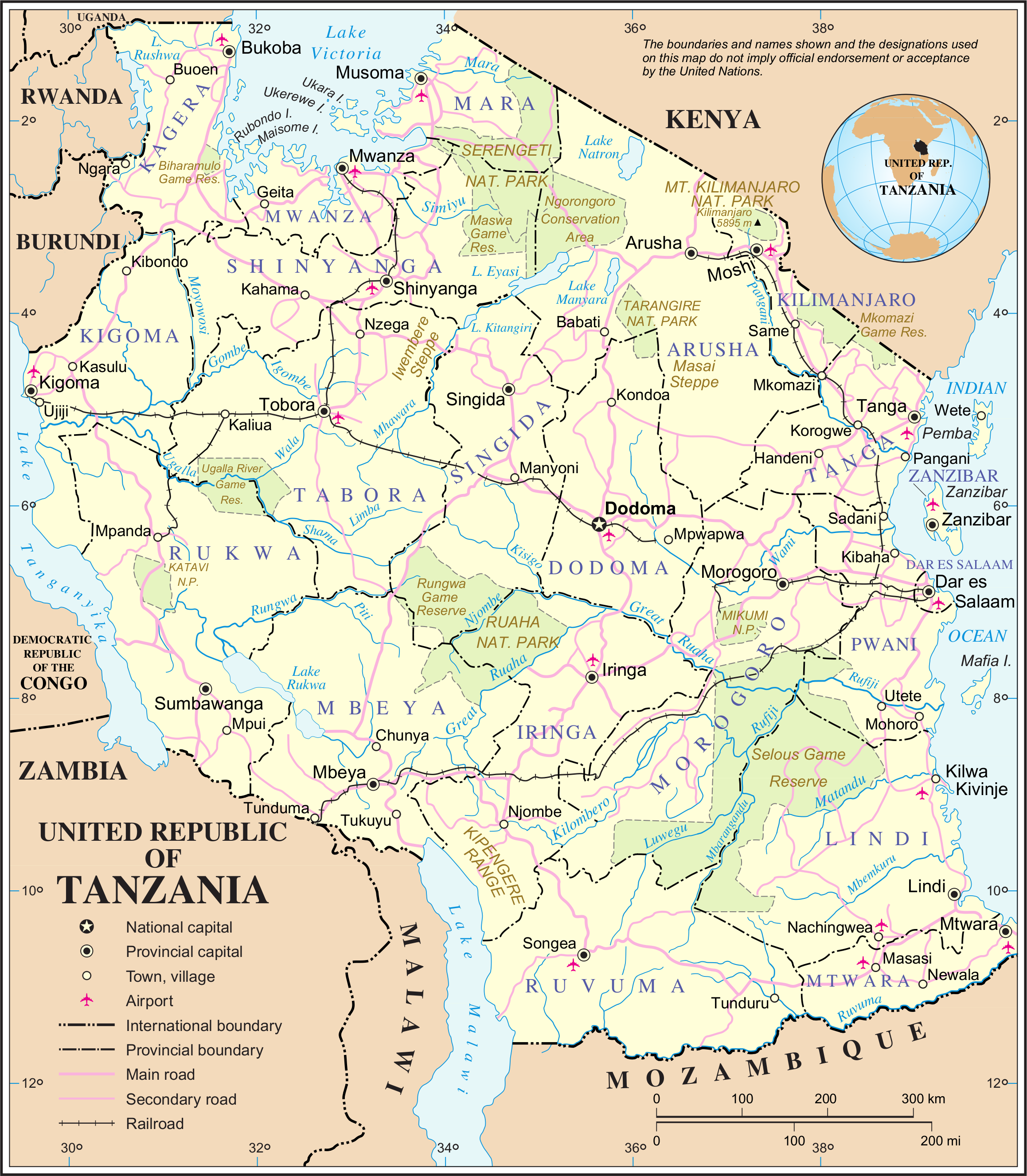
Kaart van Tanzania.

Dit is een lijst van rivieren in Tanzania.  De rivieren in deze lijst zijn geordend naar drainagebekken en de opeenvolgende zijrivieren zijn ingesprongen weergegeven onder de naam van elke hoofdrivier.

## Middellandse Zee
- Nijl (Soedan, Egypte)
  - Witte Nijl (Oeganda, Zuid-Soedan, Soedan)
    - Victoriameer
      - Mori
      - Mara
      - Ruwana
      - Simiyu
      - Isanga
      - Kagera

## Atlantische Oceaan
- Congo (Congo-Kinshasa)
  - Lualaba (Congo-Kinshasa)
    - Lukuga (Congo-Kinshasa)
      - Tanganyikameer
        - Malagarasi
        - Rufugu
        - Luegele
        - Luega
        - Msenguse
        - Ifume
        - Luamfi
        - Loasi
        - Kalambo

## Indische Oceaan
- Umba
- Sigi
- Pangani
  - Kolungazao
  - Saunyi
  - Luengera
  - Mkomazi
  - Nyumba ya Mungu-reservoir
    - Kikuletwa
      - Mwanga
      - Sanya
      - Weruweru
        - Kikafu
        - Waramu

      - Usa
      - Themi
        - Ngarenaro

    - Jipe Ruvu
      - Deho
      - Rau
        - Jipemeer
          - Lumi
- Msangazi
- Migasi
- Wami
  - Lukigura
  - Kiseru
  - Mkundi
  - Tani
  - Mkata
    - Mkondoa
    - Miyombo
- Ruvu
  - Mkombezi
  - Mbiki
  - Musa
  - Ngerengere
  - Mgeta
- Rufiji
  - Lungonya
  - Grote Ruaha
    - Lukosi
    - Mbungu
    - Kizigo
      - Njombe

    - Kleine Ruaha
    - Kimbi
    - Mbarali
    - Mlomboji
    - Kimani
    - Ipera

  - Luwegu
  - Ulanga (Kilombero)
    - Kihansi
    - Luhombero
    - Msolwa
    - Ruipa
    - Mnyera
      - Ruhudji
- Matandu
- Mavuji
- Mbwemkuru
- Lukuledi
- Ruvuma
  - Lukwika
  - Muhuwezi
  - Msinejewe
  - Lukumbule
  - Msangesi
  - Njuga

- Zambezi (Mozambique)
  - Shire (Malawi, Mozambique)
    - Malawimeer
      - Ruhuhu
      - Songwe

## Endoreïsch bekkens
- Rukwameer
  - Kavuu
  - Rungwa
  - Zira
    - Songwe

  - Momba
    - Saisi

- Natronmeer
  - Peninj

- Manyarameer

- Burungemeer
  - Tarangire

- Eyasimeer
  - Sibiti
- Bubu